# Berend Carp
Bernard Carp, detto Berend (Sragi, 17 aprile 1901 – Aerdenhout, 22 luglio 1966), è stato un velista olandese.

## Palmarès

### Olimpiadi
- 1 medaglia:
  - 1 oro (Anversa 1920 nella classe 6.5 metri)